# Torre d'avorio

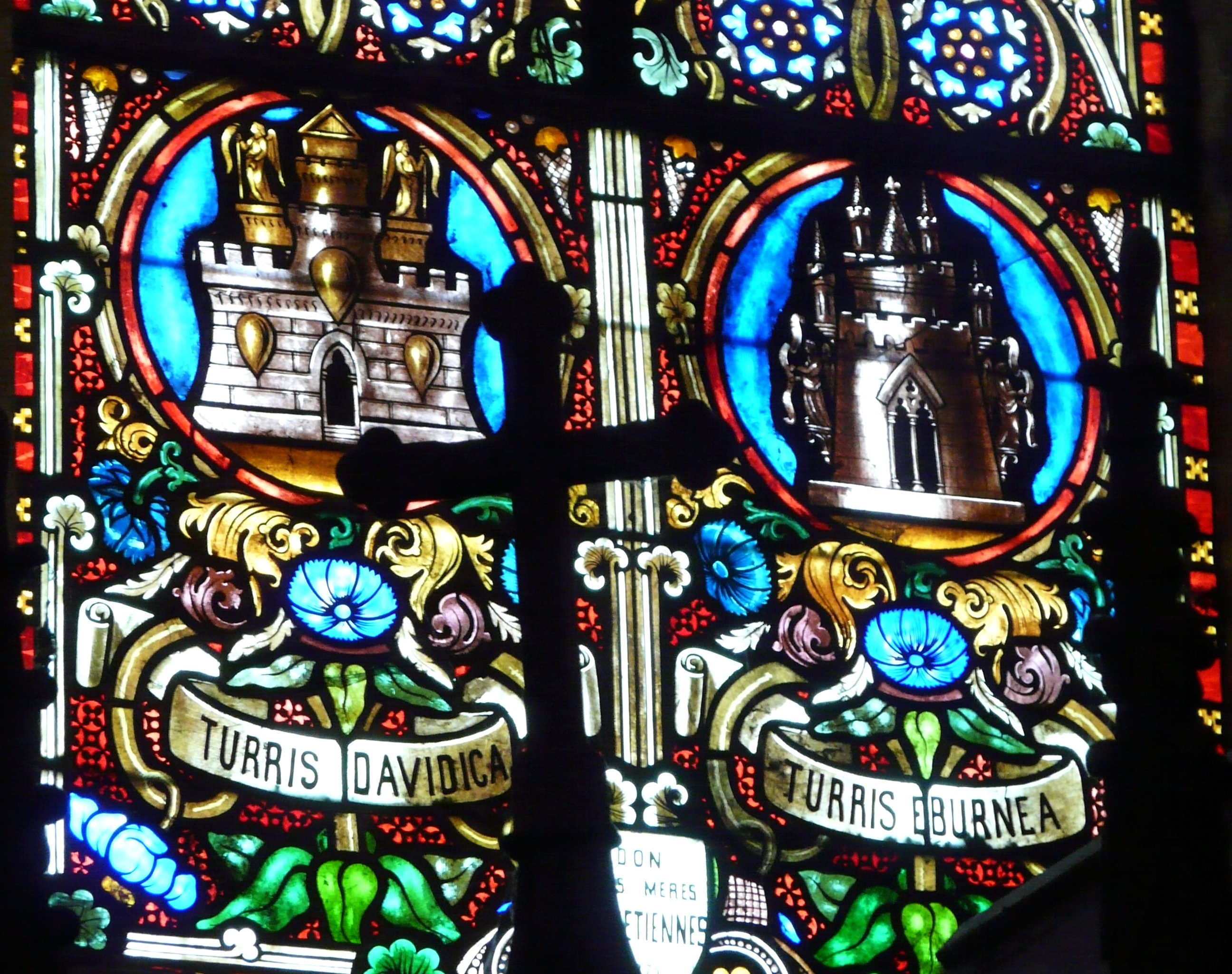
Particolare di una vetrata raffigurante la Torre di Davide (a sinistra) e la Torre d'avorio (a destra) (chiesa di San Tommaso a Excideuil)

La locuzione "torre d'avorio" (o torre eburnea, frutto del latinismo turris eburnea) si trova per la prima volta nel Cantico dei Cantici (7,4), e fu successivamente usato come epiteto per la vergine Maria.
Dal XIX secolo è usata per indicare un mondo o un'atmosfera dove gli intellettuali si rinchiudono in attività slegate dagli affari pratici della vita di ogni giorno.  
Come tale, la locuzione ha solitamente la connotazione peggiorativa di una disconnessione volontaria dal mondo; una ricerca esoterica, troppo dettagliata, o anche inutile; un elitarismo accademico, se non aperto sussiego. 
Contrariamente a ciò, per lo storico dell'arte Erwin Panofsky la torre d'avorio è sì un luogo di ritiro, ma anche di vigilanza e riflessione necessaria alla salute morale e intellettuale di una società. La torre diventa così un punto di osservazione privilegiato, da cui gli intellettuali lanciano allarmi e segnalano i pericoli per la libertà e la dignità umana.

## Origine
L'avorio come simbolo di allontanamento dalla realtà e di finzione viene probabilmente dalla cultura greco-romana. Nell'Odissea, facendo parlare Penelope, Omero, distingue due tipi di sogni provenienti dal regno di Morfeo attraverso due porte: i sogni veri passano dalle porte di corno, i sogni fallaci dalle porte d'avorio:
una è di corno, l'altra d'avorio; i sogni che passano
attraverso l'avorio segnato sono fallaci, portando
vane parole; invece quelli che vengono fuori
attraverso la porta di lucido corno presentano
cose vere, ogni volta che uno li abbia sognati»
(Omero, Odissea, XIX.560)
Anche Virgilio inserisce quest'immagine nell'Eneide (VI, 893-896):
(Virgilio, Eneide, VI, 893-896)
Una versione alternativa vede legato il simbolismo dell'avorio alla Bibbia (Libri dei Re, 22,39). Il re Acab ha costruito una casa d'avorio. Questo vorrebbe significare che la locuzione torre d'avorio non ha un significato simbolico, ma è effettivamente usato nella bibbia in senso letterale.

## Uso religioso
Nella tradizione giudaico-cristiana, la torre d'avorio è simbolo di nobile purezza. Si trova per la prima volta nel Cantico di Salomone (7, 5: "Collum tuum sicut turris eburnea", ovvero "Il tuo collo [è] come una torre d'avorio") ed è inclusa nel XVI secolo fra gli epiteti di Maria nelle Litanie lauretane (nella locuzione latina turris eburnea), sebbene l'immagine fosse in uso molto prima, almeno sin dalla rinascita mariana del XII secolo. A questo concetto si rifece San Girolamo, secondo il quale "Cristo è il capo della Chiesa e la sorgente di tutte le grazie, ma la Vergine Maria è come il collo attraverso il quale queste grazie passano, per rigenerare le membra del Corpo mistico di Cristo". Da qui il riferimento a Maria come Turris Eburnea nella devozione popolare. Appare occasionalmente nelle arti figurative, specialmente nelle rappresentazioni della Madonna nell'hortus conclusus.
L'immagine è biblica, e nonostante la locuzione sia utilizzata raramente in senso religioso al giorno d'oggi, essa sembra aver ispirato il significato moderno. Oggi infatti la torre d'avorio descrive uno spazio metafisico di solitudine e santità disconnesso dalla realtà quotidiana, dove risiedono gli scrittori idealistici e dove sono considerati risiedere anche alcuni scienziati. Nelle litanie lauretane, l'appellativo "turris eburnea" viene dopo quello di "Turris davidica", e ne rappresenta un rafforzativo, poiché si vuole qui indicare il particolare aspetto della inviolabilità di Maria, che è la sua perpetua verginità, simboleggiata dalla preziosità di una torre d'avorio.